# Ivan Miroshnichenko
Ivan Miroshnichenko (Ussuriysk, Rusia, 4 de febrero de 2004) es un jugador profesional ruso de hockey sobre hielo que se desempeña en la posición de extremo izquierdo en Washington Capitals, equipo de la National Hockey League (NHL).

## Carrera
Fue seleccionado en la primera ronda en la NHL Entry Draft de 2022. En 2023 hizo su debut profesional con el equipo Washington Capitals, donde lleva jugando una temporada.